# Bogaraš, Senta
Bogaraš (izvirno srbsko Богараш) je naselje v Srbiji, ki upravno spada pod Občino Senta; slednja pa je del Severnobanatskega upravnega okraja.

## Demografija
V naselju živi 579 polnoletnih prebivalcev, pri čemer je njihova povprečna starost 40,8 let (39,8 pri moških in 41,9 pri ženskah). Naselje ima 283 gospodinjstev, pri čemer je povprečno število članov na gospodinjstvo 2,56.
To naselje je v glavnem madžarsko (glede na rezultate popisa iz leta 2002).
|  |

| Demografija | Demografija     | Demografija     |
| Leto        | Št. prebivalcev | Št. prebivalcev |
| ----------- | --------------- | --------------- |
|             |                 |                 |
|             |                 |                 |
|             |                 |                 |
|             |                 |                 |
| 1948        | 568             |                 |
| 1953        | 626             |                 |
| 1961        | 515             |                 |
| 1971        | 506             |                 |
| 1981        | 1005            |                 |
| 1991        | 822             | 817             |
| 2002        | 724             | 724             |
|             |                 |                 |

| Etnična sestava po popisu iz leta 2002 | Etnična sestava po popisu iz leta 2002 | Etnična sestava po popisu iz leta 2002 | Etnična sestava po popisu iz leta 2002 | Etnična sestava po popisu iz leta 2002 |
| -------------------------------------- | -------------------------------------- | -------------------------------------- | -------------------------------------- | -------------------------------------- |
| Madžari                                | Madžari                                |                                        | 580                                    | 80,11%                                 |
| Romi                                   | Romi                                   |                                        | 90                                     | 12,43%                                 |
| Srbi                                   | Srbi                                   |                                        | 27                                     | 3,72%                                  |
| Hrvati                                 | Hrvati                                 |                                        | 6                                      | 0,82%                                  |
| Črnogorci                              | Črnogorci                              |                                        | 4                                      | 0,55%                                  |
| Ukrajinci                              | Ukrajinci                              |                                        | 3                                      | 0,41%                                  |
| Nemci                                  | Nemci                                  |                                        | 1                                      | 0,13%                                  |
| Bunjevci                               | Bunjevci                               |                                        | 1                                      | 0,13%                                  |
| Neznano                                | Neznano                                |                                        | 2                                      | 0,27%                                  |